# Bosstraat (Baarn)
De Bosstraat is een straat in Baarn in de Nederlandse provincie Utrecht. De Bosstraat is ongeveer 270 meter lang.
Deze Boschstraat vormde bij de aanleg de verbinding tussen de Pekingtuin en de tuin van Huize Canton. Tegenwoordig verbindt de straat de Brink met de Oosterstraat. 